# Culham Lock

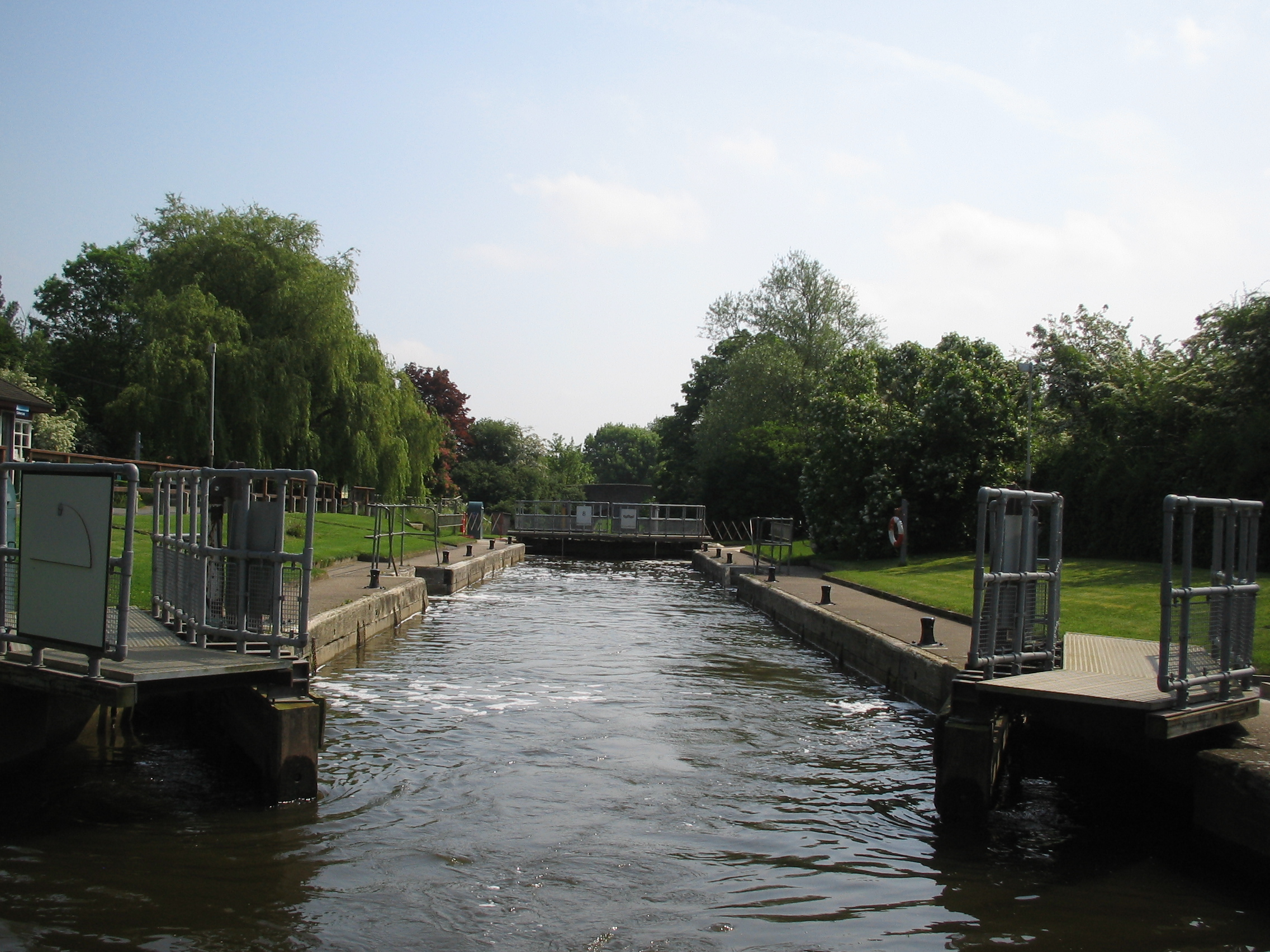
Die Culham Schleuse

Das Culham Lock ist eine Schleuse in der Themse bei Culham in Oxfordshire, England. Die Schleuse liegt im Culham Cut, einem Kanal, der nördlich des Hauptarms liegt, der bei Sutton Courtenay verläuft. Die steinerne Schleuse wurde 1809 von der Thames Navigation Commission gebaut.
Die zur Schleuse gehörigen Wehre befinden sich im Lauf des Hauptarms, wo ein Damm die Sutton Pools abtrennt. Die Schleuse kann von Süden her über die Sutton Bridge oder aus Norden von Culham aus erreicht werden.

## Geschichte
Ursprünglich verlief der Fluss in der Nähe von Sutton Courtenay und einer dortigen Mühle entlang. 1667 wird das erste Mal eine Stauschleuse erwähnt, die unterhalb dieser Mühle lag. Die Schleuse staute viel Wasser und hatte dementsprechend hohe Gebühren. 1772 gab es Beschwerden an die Thames Navigation Commission, wonach die Mühle ein Hindernis für die Schifffahrt darstelle. Obwohl es sich um Privatbesitz handelte, führte die Kommission 1789 dort Arbeiten durch. Die Beschwerden aber blieben bestehen.
1803 wurde Zachary Allnutt of Henley offizieller Landvermesser für den zweiten und dritten Abschnitt der Themse von Mapledurham bis nach Staines. Schon vor seiner Berufung hatte er Vermessungsarbeiten für die Thames Navigation Commission übernommen, darunter 1802 auch die für eine neue Schleuse bei Culham. Der Arbeitsaufwand war jedoch größer als bei jedem anderen Bauprojekt, weshalb nicht sofort mit der Umsetzung begonnen wurde. Allnutt unternahm 1809 eine zweite Vermessung zur Planung und die Arbeiten begannen im Juni des Jahres. Der Culham Cut ist der längste Kanaldurchstich der Themse mit einer Länge von 1300 m. Der Höhenunterschied der Schleuse von 2,1 m war für die Entstehungszeit sehr groß. Eine steinerne Straßenbrücke wurde über den Kanal gebaut. Die Bauarbeiten dauerten etwas weniger als ein Jahr. Die Kosten beliefen sich auf 9000 £ einschließlich der Kosten für den Erwerb des Lands. Die Bauaufsicht hatte George Treacher, dem 100 £ als Anerkennung für seine Arbeit bei der Fertigstellung gezahlt wurden.

## Der Fluss oberhalb der Schleuse
Gegenüber dem flussaufwärts gelegenen Ende des Culham Cut wurde am 30. August 2006 ein 137 m langer Einschnitt eröffnet, der in einem Kehrplatz endet. Dieser Einschnitt wird in der Verlängerung eine Verbindung zum Wilts & Berks-Kanal auf seiner historischen Route westlich von Abingdon herstellen.
Der Swift Ditch, der ehemalige Hauptarm des Flusses, der Andersey Island geschaffen hat, mündet hier. Bei Abingdon liegt die jetzt geschlossene Verbindung zum Wilts & Berks-Kanal und die Mündung des River Ock. Die Abingdon Bridge überquert den Fluss bei Nag’s Head Island.
Der Themsepfad verläuft auf der östlichen Flussseite über die Culham Bridge und Andersey Island zum Abingdon Lock, wo er zur anderen Seite wechselt.